# Jeremy Lascelles
Robert Jeremy Hugh Lascelles (14 de febrero de 1955) es el tercer hijo del 7.º conde de Harewood y Marion Stein, quien más tarde se casó con Jeremy Thorpe. Es el bisnieto de Jorge V, así que es primo segundo del rey Carlos III y ocupa un lugar en la línea de sucesión al trono británico.

## Vida
Es un antiguo CEO de Chrysalis Music plc. Ha estado envuelto en la industria musical desde principios de los 70s. Esto incluye tocar percusión para Global Village Trucking Company, para quien su hermano mayor James Lascelles tocaba el teclado. Entonces se convirtió en promotor de giras antes de mudarse a Virgin a finales de los 70s. Fue hecho jefe de A&R bajo Richard Branson y creó su propia discográfica independiente (Offside Records) antes de ser contratado por Chris Wright de Chrysalis en 1994. Es conocido por su ambivalencia de haber nacido en la Familia Real (su madrina fue la Reina Madre).
Lascelles dejó su puesto de CEO de Chrysalis Music en marzo de 2012 y fue nombrado profesor por la Leeds College of Music (LCoM), un papel que comenzó a ejercer ese mismo año.
Como ejecutivo jefe de Music Division y CEO de Chrysalis, dio lugar a la contratación de artistas como Portishead, David Gray, OutKast, Ray LaMontagne, Feeder, Cee-Lo Green, Laura Marling, Bon Iver, Fleet Foxes y Rumer. Lascelles fue elegido concejal de la BPI en 2003 y entre 2004-2007 sirvió en el panel de la AIM como vicedirector. Fue nominado al premio Orange Business Leader of the Year en 2010. En 2014 comenzó Blue Raincoat Music. En 2016 Blue Raincoat Music adquirió Chrysalis Records, incluyendo The Specials, Sinead O'Connor, The Waterboys, Ten Years After, Fun Boy Three, Ultravox, Generation X, 2 Tone Records, entre otros.

### Matrimonio y descendencia
El 4 de julio de 1981 en Londres, se casó con Julie Baylis (nacida el 19 de julio de 1957 en Droitwich Spa, Worcestershire) y se divorciaron en junio de 1998. Tuvieron tres hijos:
- Thomas Robert Lascelles (nacido el 7 de septiembre de 1982 en Hammersmith, Londres), se casó con Laura Bailey en 2015. Tienen dos hijas:
  - Cleo Lascelles (nacida en 2017)
  - Celeste Lascelles (nacida en 2020)
- Ellen Mary Lascelles (nacida el 17 de diciembre de 1984 en Hammersmith, Londres). Tiene dos hijos con Michael G. Hermans:
  - Jack Marley Hermans (21 de marzo de 2016)
  - Penny Moon Hermans (1 de marzo de 2018)
- Amy Rose Lascelles (nacida el 26 de junio de 1986 en Hammersmith, Londres)
  - Marlow Fox Bolton (20 de julio de 2020) hijo con Matthew Michael Bolton (1990 en Cambridgeshire, Inglaterra)

El 7 de enero de 1999 en Edimburgo se casó con Catherine Isobel Bell (nacida el 25 de abril de 1964 en Lewisham, Londres). Tienen una hija:
- Tallulah Grace Lascelles (nacida el 1 de diciembre de 2005[2] en Hammersmith, Londres)

Es un ferviente fan del Leeds United.

## Sucesión
| Precedido por: Sophie Lascelles | Línea de sucesión al trono Británico 70º. | Sucesor: Thomas Lascelles |